# Robert Downey Jr.
Robert John Downey Jr. (Nova Iorque, 4 de abril de 1965) é um ator e produtor estadunidense. Seus filmes como ator principal arrecadaram mais de US$ 14 bilhões em todo o mundo, tornando-o um dos atores de maior bilheteria de todos os tempos. A carreira de Downey foi caracterizada por algum sucesso inicial, um período de problemas relacionados às drogas e desentendimentos com a lei, e um aumento no sucesso popular e comercial na década de 2000. Em 2008, Downey foi nomeado pela revista Time como uma das 100 pessoas mais influentes do mundo. De 2013 a 2015, foi listado pela Forbes como o ator mais bem pago de Hollywood.
Aos cinco anos, Downey fez sua estreia como ator no filme Pound, de seu pai, Robert Downey Sr., em 1970. Posteriormente, ele trabalhou com o Brat Pack nos filmes adolescentes Weird Science (1985) e Less than Zero (1987). Em 1992, Downey interpretou Charlie Chaplin na cinebiografia Chaplin, pela qual ganhou um prêmio BAFTA. Após uma passagem pelo Corcoran Substance Abuse Treatment Facility por acusações de drogas, ele se juntou à série de TV Ally McBeal, pela qual ganhou um Globo de Ouro. Ele foi demitido do programa após acusações de drogas em 2000 e 2001. Ele permaneceu em um programa de tratamento de drogas ordenado pelo tribunal e manteve sua sobriedade desde 2003.
Downey estrelou o filme de 2003 The Singing Detective; Mel Gibson pagou o seguro de Downey porque as empresas de títulos de conclusão não o seguravam. Downey estrelou a comédia negra Kiss Kiss Bang Bang (2005), o thriller Zodiac (2007) e a comédia de ação Tropic Thunder (2008).
Downey ganhou reconhecimento global por estrelar como Homem de Ferro em dez filmes do Universo Cinematográfico Marvel, começando com Iron Man (2008) e levando até Avengers: Endgame (2019). Ele também interpretou Sherlock Holmes em Sherlock Holmes (2009), de Guy Ritchie, que lhe rendeu seu segundo Globo de Ouro, e sua sequência, Sherlock Holmes: A Game of Shadows (2011). Downey também desempenhou papéis dramáticos em The Judge (2014) e Oppenheimer (2023), ganhando um Oscar, um Globo de Ouro e um BAFTA por sua interpretação de Lewis Strauss neste último.

## Início de vida
Robert John Downey Jr. nasceu em 4 de abril de 1965, em Manhattan, Nova Iorque, o mais novo de dois filhos. Seu pai, Robert Downey Sr., era cineasta, enquanto sua mãe, Elsie Ann (nascida Ford), era uma atriz que apareceu nos filmes de Downey Sr.. O pai de Downey era metade judeu lituano, um quarto judeu húngaro e um quarto de ascendência irlandesa, enquanto a mãe de Downey tinha ascendência escocesa, alemã e suíça. Downey mudava-se frequentemente, principalmente devido aos projetos cinematográficos de seu pai, morando em lugares como Woodstock, Nova York, Londres, Novo México, Califórnia, Connecticut e Greenwich Village. A família passou por períodos de quase pobreza e riqueza, dependendo do sucesso dos filmes.
Quando criança, Downey estava "cercado de drogas". Seu pai era viciado em drogas e sua mãe alcoólatra.
Seu pai permitiu que ele usasse drogas ainda jovem; ele disse que deu maconha a Downey pela primeira vez aos seis anos, e que Downey também "pode ter consumido um pouco de cocaína" quando criança. Seu pai disse mais tarde que se arrependia. Downey afirmou que ele e seu pai usaram drogas juntos pela primeira vez quando ele tinha oito anos, e que o uso de drogas se tornou um vínculo emocional entre ele e seu pai: "Quando meu pai e eu usávamos drogas juntos, era como ele tentando expressar seu amor por mim da única maneira que sabia".
Durante sua infância, Downey teve papéis menores nos filmes de seu pai. Ele fez sua estreia como ator aos cinco anos de idade, interpretando um cachorrinho doente na comédia absurda Pound (1970), e aos sete apareceu no filme surrealista de faroeste Greaser's Palace (1972). Ele foi para Stagedoor Manor, um acampamento de verão no norte do estado de Nova York, quando tinha onze e doze anos. Os pais de Downey se divorciaram em 1977, quando ele tinha doze anos. Ele foi morar com a mãe, em um quinto andar em Nova York, pois ela "precisava" dele após o divórcio, enquanto a irmã foi morar com o pai na Califórnia. Depois de alguns anos, Downey foi morar com seu pai e começou a frequentar a Santa Monica High School , mas desistiu em 1982. Aos 17 anos ele voltou para Nova York para seguir a carreira de ator em tempo integral.
Downey trabalhou em vários empregos diferentes para se sustentar enquanto ia às audições, incluindo limpar mesas no restaurante Central Falls, trabalhar em uma sapataria e atuar como "arte viva" na boate Area. Enquanto isso, Downey conseguiu alguns papéis no teatro local e em produções off-Broadway. Ele conseguiu seu primeiro papel no cinema no filme Baby It's You, de 1983, porém suas cenas acabaram sendo cortadas.

## Carreira

### 1983–1995: primeiros trabalhos e aclamação da crítica

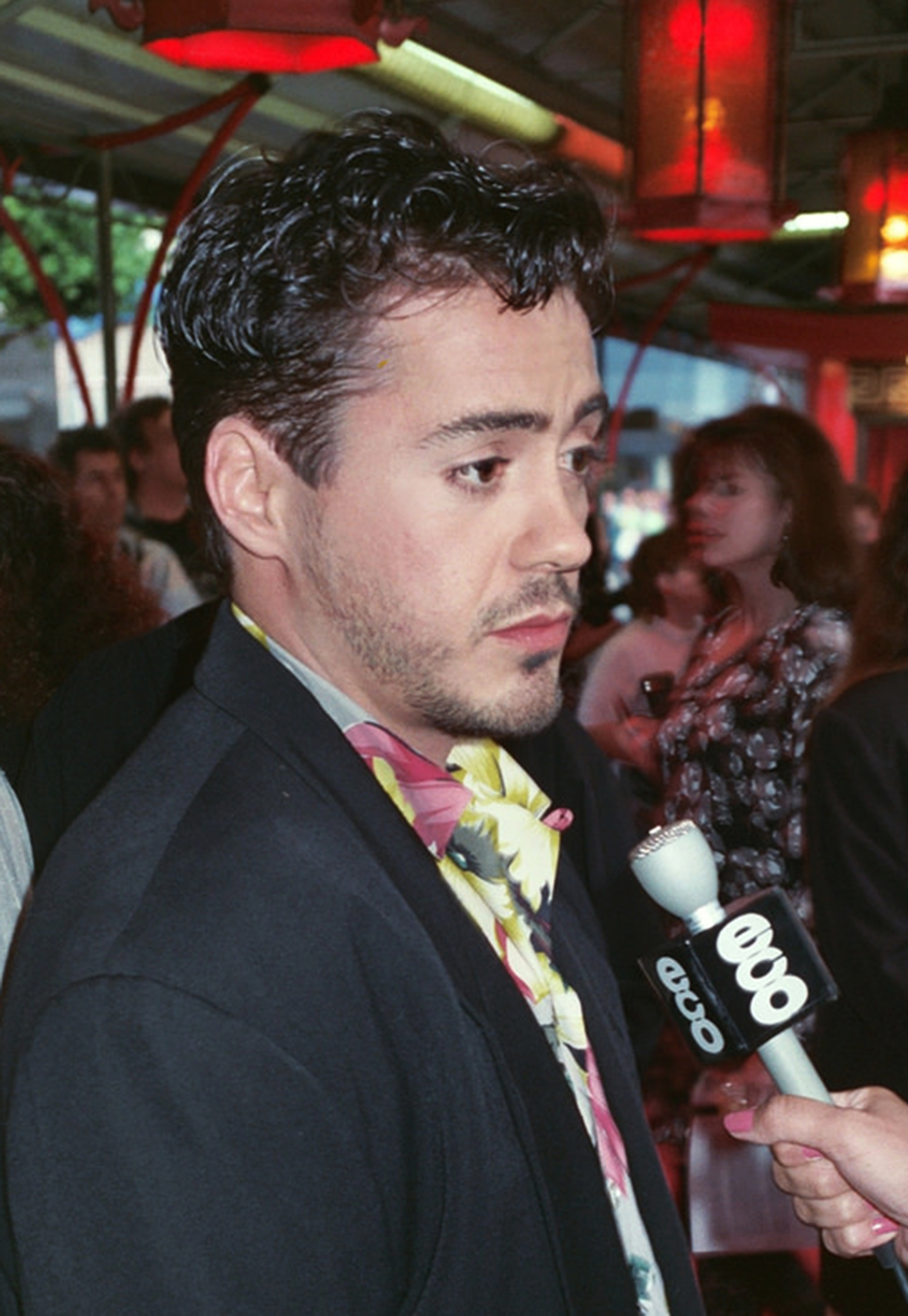
Downey na estreia de Air America em 1990

Downey começou a desenvolver papéis teatrais, fazendo sua estreia no palco em 1983, no Geva Theatre Center em Alms for the Middle Class, por uma temporada de três semanas. Ele também atuou no musical off-Broadway American Passion no Joyce Theatre em 1983, produzido por Norman Lear. Em 1984, Downey conseguiu um papel no filme Firstborn, onde conheceu Sarah Jessica Parker, e os dois começaram a namorar. Em 1985, fez parte do novo elenco mais jovem contratado para o Saturday Night Live. Downey disse que Anthony Michael Hall, que ele conheceu e se tornou amigo no set de sua Weird Science, o ajudou a conseguir o teste. No entanto, ele e a maior parte da nova equipe foram dispensados e substituídos após um ano de baixa audiência e críticas aos talentos cômicos do novo elenco. A revista Rolling Stone nomeou Downey como o pior membro do elenco do SNL em toda a sua temporada, afirmando que "Downey Fail resume tudo o que torna o SNL ótimo".
Naquele mesmo ano, Downey teve um avanço dramático na atuação quando interpretou o ajudante de James Spader em Tuff Turf e depois um valentão em Weird Science, de John Hughes. [[Molly Ringwald] o queria para o papel de Duckie no filme Pretty in Pink (1986), de John Hughes, mas o papel foi para Jon Cryer. Ele estrelou com Ringwald em seu primeiro papel principal em The Pick-up Artist (1987). Por causa desses e de outros filmes sobre a maioridade que Downey fez durante a década de 1980, ele às vezes é nomeado membro do Brat Pack. Downey mudou-se para Hollywood e morou com os colegas atores Billy Zane, que mais tarde apareceu com Downey em Only You (1994), Sarah Jessica Parker e Kiefer Sutherland, que estrelou com Downey em 1969 (1988).
Em 1987, Downey interpretou Julian Wells, um garoto rico viciado em drogas cuja vida rapidamente foge de seu controle, na versão cinematográfica do romance de Bret Easton Ellis, Less than Zero. Sua atuação, descrita por Janet Maslin no The New York Times como "desesperadamente comovente", foi amplamente elogiada, embora Downey tenha dito que para ele "o papel era como o fantasma do Natal Futuro", já que seu vício em drogas resultou em seu tornando-se um “exagero do personagem” na vida real. Logo após terminar o filme, Downey foi para a reabilitação pela primeira vez; o episódio seria seguido por uma série de intervenções e passagens pela reabilitação durante a década seguinte, antes de sua prisão em 1996. Zero levou Downey a filmes com orçamentos e nomes maiores, como Chances Are (1989) com Cybill Shepherd e Ryan O'Neal, Air America (1990) com Mel Gibson e Soapdish (1991) com Sally Field, Kevin Kline, Cathy Moriarty e Whoopi Goldberg.
Em 1992, ele estrelou como Charlie Chaplin em Chaplin, papel para o qual se preparou extensivamente, aprendendo a tocar violino e também a jogar tênis com a mão esquerda. Ele teve um treinador pessoal para ajudá-lo a imitar a postura e o modo de se comportar de Chaplin. O papel rendeu a Downey uma indicação ao Oscar de Melhor Ator na 65ª cerimônia do Oscar, perdendo para Al Pacino em Scent of a Woman. Em 1993, ele apareceu nos filmes Heart and Souls com Alfre Woodard e Kyra Sedgwick e Short Cuts com Matthew Modine e Julianne Moore, junto com um documentário que escreveu sobre as campanhas presidenciais de 1992 intitulado The Last Party (1993). Ele estrelou os filmes de 1994, Only You, com Marisa Tomei, e Natural Born Killers, com Woody Harrelson. Ele posteriormente apareceu em Restoration (1995), Richard III (1995), Home for the Holidays (1995), Two Girls and a Guy (1997), como Agente Especial John Royce em US Marshals (1998) e em Black and White (1999).

### 1996–2001: contratempos relacionados ao vício eAlly McBeal
De 1996 a 2001, Downey foi preso diversas vezes sob acusações relacionadas a drogas, incluindo cocaína, heroína e maconha. Ele passou por programas de tratamento de drogas e passou algum tempo na cadeia e prisão do condado. Ele explicou em 1999 a um juiz: "É como se eu tivesse uma espingarda na boca, o dedo no gatilho e gosto do sabor do metal da arma." Ele disse que era viciado em drogas desde os oito anos de idade, devido ao fato de seu pai as dar a ele.
No início de 1996, depois de ficarem cada vez mais preocupados com Downey, Sean Penn e Dennis Quaid derrubaram sua porta, pegaram suas chaves e o levaram para um centro de reabilitação em Tucson, porém Downey escapou e se internou alguns dias depois.
Em junho de 1996, Downey foi preso por posse de heroína, cocaína, crack e uma pistola .357 Magnum descarregada enquanto dirigia em alta velocidade pela Sunset Boulevard. Um mês depois, enquanto estava em liberdade condicional, ele entrou na casa de um vizinho pela porta da frente destrancada sob o efeito de uma substância controlada e adormeceu em uma das camas. A família se recusou a apresentar acusações de invasão. A fita da ligação do vizinho para o 911 foi disponibilizada online e ficou conhecida como o "incidente dos Cachinhos Dourados". Em novembro de 1996, depois de passar um tempo na reabilitação ordenada pelo tribunal, ele recebeu mais seis meses de reabilitação, três anos de liberdade condicional e foi obrigado a se submeter a testes obrigatórios de drogas. Em 1997, ele perdeu um dos testes de drogas ordenados pelo tribunal e teve que passar seis meses na prisão do condado de Los Angeles. Depois de ser libertado, ele entrou em um programa de reabilitação de 120 dias ordenado pelo tribunal.
Em 1999, após ficar limpo durante as filmagens de Wonder Boys, Downey teve uma recaída. Durante esse tempo, ele estava lutando com contas legais e perdeu sua casa em Malibu. Depois que Downey perdeu outro teste de drogas exigido em 1999, ele foi preso novamente. Apesar do advogado de Downey, Robert Shapiro, ter reunido a mesma equipe de advogados que defendeu com sucesso OJ Simpson durante seu julgamento criminal por assassinato, Downey foi condenado a três anos de prisão no Centro de Tratamento de Abuso de Substâncias da Califórnia e na Prisão Estadual em Corcoran, Califórnia. No momento da prisão, todos os projetos cinematográficos de Downey estavam finalizados e estavam próximos do lançamento. Ele havia sido contratado para dar a voz do diabo na série animada de televisão da NBC God, the Devil and Bob, mas foi demitido quando não compareceu aos ensaios.
Depois de passar quase um ano no Centro de Tratamento de Abuso de Substâncias e na Prisão Estadual da Califórnia, Downey, sob a condição de pagar uma fiança de US$ 5.000, foi inesperadamente libertado quando um juiz decidiu que seu tempo coletivo em instalações de encarceramento (desde as prisões iniciais de 1996) o havia qualificado para lançamento antecipado. Uma semana após seu lançamento em 2000, Downey se juntou ao elenco da série de televisão de sucesso Ally McBeal, interpretando um novo interesse amoroso. Ele foi indicado ao Primetime Emmy Award de Melhor Ator Coadjuvante em Série de Comédia e ganhou o Globo de Ouro de Melhor Ator Coadjuvante - Série, Minissérie ou Filme para Televisão. Ele também apareceu como escritor e cantor no álbum Ally McBeal: For Once in My Life de Vonda Shepard, e cantou com Sting um dueto de "Every Breath You Take" em um episódio da série. Apesar do aparente sucesso, Downey afirmou que seu desempenho na série foi superestimado e disse: "Foi meu ponto mais baixo em termos de vícios. Naquela fase, eu não me importava se algum dia voltaria a atuar." Em janeiro de 2001, Downey foi escalado para interpretar o papel de Hamlet] em uma produção teatral de Los Angeles dirigida por Mel Gibson.
Antes do final de sua primeira temporada em Ally McBeal, Downey foi preso no Dia de Ação de Graças de 2000, quando seu quarto no Merv Griffin's Hotel e Givenchy Spa em Palm Springs, Califórnia, foi revistado pela polícia, que respondia a um chamado anônimo ao 911. Downey estava sob efeito de substância controlada e em posse de cocaína e Valium. A Rolling Stone posteriormente publicou uma investigação de seis páginas sobre os eventos do fim de semana. Apesar do fato de que, se condenado, ele teria enfrentado uma pena de prisão de até quatro anos e oito meses, ele assinou contrato para aparecer em pelo menos mais oito episódios de Ally McBeal.
Em abril de 2001, enquanto Downey estava em liberdade condicional, um policial de Los Angeles o encontrou vagando descalço em Culver City. Ele foi preso por suspeita de estar sob a influência de drogas, mas foi libertado algumas horas depois, embora os testes mostrassem que ele tinha cocaína em seu sistema. Após esta última prisão, os executivos de Ally McBeal ordenaram reescritas e refilmagens de última hora e demitiram Downey, apesar do fato de o personagem de Downey ter ressuscitado as avaliações de Ally McBeal. A prisão de Culver City também lhe custou um papel no filme America's Sweethearts, e o encarceramento subsequente levou Gibson a cancelar sua produção de Hamlet. Em julho de 2001, Downey não contestou as acusações de Palm Springs, evitando a pena de prisão. Em vez disso, ele foi enviado para reabilitação de drogas e recebeu três anos de liberdade condicional, beneficiando-se da Proposta 36 da Califórnia, que havia sido aprovada no ano anterior com o objetivo de ajudar infratores não violentos da legislação antidrogas a superar seus vícios em vez de mandá-los para a prisão. Downey passou um ano no centro de tratamento de drogas ordenado pelo tribunal. A essa altura, Downey estava sem teto, com uma responsabilidade de seguro muito grande para ser empregável e à beira da falência.
O livro Conversations with Woody Allen relata que o diretor Woody Allen queria escalar Downey e Winona Ryder para seu filme Melinda and Melinda em 2003, mas não conseguiu porque não conseguiu seguro para eles. Allen declarou: "Não poderíamos obter fiança. As empresas de fiança de conclusão não firmariam a imagem a menos que pudéssemos segurá-las. Ficamos com o coração partido porque eu já havia trabalhado com Winona antes [em Celebrity] e pensei que ela era perfeita para isso e queria trabalhar com ela novamente. E eu sempre quis trabalhar com Bob Downey e sempre achei que ele era um grande talento."
Em um artigo de 18 de dezembro de 2000 para a revista People intitulado "Bad to Worse", a madrasta de Downey, Rosemary, disse ao autor Alex Tresnlowski que Downey havia sido diagnosticado com transtorno bipolar "alguns anos atrás" e acrescentou que esta era "a razão pela qual ele tem dificuldade em permanecer sóbrio. O que não foi tentado é medicação e psicoterapia intensiva”. No mesmo artigo, a Dra. Manijeh Nikakhtar, psiquiatra de Los Angeles e co-autora de Addiction or Self-Medication: The Truth, afirmou que recebeu uma carta de Downey em 1999, durante seu tempo em Corcoran II, pedindo conselhos sobre sua condição. Ela descobriu que "ninguém havia feito uma avaliação [psiquiátrica] completa [nele]... Perguntei-lhe abertamente se ele achava que era bipolar e ele disse: 'Ah, sim. Há momentos em que gasto muito dinheiro e sou hiperativo, e há outros momentos em que estou deprimido.'"
Em um artigo para a edição de março de 2007 da Esquire, Downey afirmou que queria abordar "toda essa coisa sobre o bipolar" depois de receber um telefonema da "Associação Bipolar" perguntando-lhe sobre ser bipolar. Quando Downey negou ter dito que era bipolar, a pessoa que ligou citou o artigo da People, ao qual Downey respondeu: "'Não! O Dr. Malibusian disse [eu disse que era bipolar] ...', e eles disseram: 'Bem, foi escrito, então vamos citá-lo.'" Downey negou categoricamente estar "deprimido ou maníaco" e disse que tentativas anteriores de diagnosticá-lo com qualquer tipo de transtorno psiquiátrico ou de humor sempre foram distorcidas porque o "O cara com quem eu estava saindo não sabia que eu estava fumando crack no banheiro dele. Você não pode fazer um diagnóstico até que alguém esteja sóbrio.

### 2001–2007: Ressurgimento
Após cinco anos de abuso de substâncias, prisões, reabilitação e recaídas, Downey estava pronto para trabalhar para uma recuperação total das drogas e retornar à carreira. Ao discutir suas tentativas fracassadas de controlar seu comportamento viciante no passado, Downey disse a Oprah Winfrey em novembro de 2004 que "quando alguém diz: 'Eu realmente me pergunto se talvez devesse ir para a reabilitação?' Bem, uh, você está um desastre, acabou de perder seu emprego e sua esposa o deixou. Uh, você pode querer tentar. Ele acrescentou que após sua última prisão em abril de 2001, quando sabia que provavelmente enfrentaria outra pena na prisão ou outra forma de encarceramento, como reabilitação ordenada pelo tribunal, "eu disse: 'Quer saber? Eu não' não acho que posso continuar fazendo isso. E eu procurei por ajuda e corri com ela. Você pode pedir ajuda de uma forma meio estúpida e você conseguirá e não tirará vantagem disso. Não é tão difícil superar esses problemas aparentemente horríveis... o que é difícil é decidir fazê-lo."
Downey conseguiu seu primeiro trabalho como ator pós-reabilitação em agosto de 2001, dublando o vídeo do single "I Want Love" de Elton John. O diretor de vídeo Sam Taylor-Wood gravou 16 tomadas do vídeo e usou a última porque, segundo John, Downey parecia completamente relaxado e "a maneira como ele subestima isso é fantástica". Downey conseguiu retornar à tela grande depois que Mel Gibson, que era um amigo próximo de Downey desde que ambos co-estrelaram em Air America, pagou a fiança de seguro de Downey para o filme de 2003 The Singing Detective (dirigido por seu co-estrela de Back to School, Keith Gordon). A aposta de Gibson abriu o caminho para o retorno de Downey e Downey retornou aos filmes convencionais em meados dos anos 2000 com Gothika, para o qual o produtor Joel Silver reteve 40% do salário de Downey até depois da produção ser encerrada como um seguro contra seu comportamento viciante. Cláusulas semelhantes tornaram-se padrão em seus contratos ao longo dos anos 2000. Silver, que estava se aproximando de Downey enquanto ele namorava sua assistente Susan Levin (mais tarde Susan Downey), também conseguiu para o ator o papel principal no thriller de comédia Kiss Kiss Bang Bang, a estreia na direção do roteirista Shane Black.
Depois de Gothika, Downey foi escalado para vários papéis principais e coadjuvantes, incluindo trabalhos bem recebidos em vários filmes semi-independentes: A Guide to Recognizing Your Saints, Good Night, and Good Luck, o filme distópico e rotoscópio de Richard Linklater. A Scanner Darkly (em que Downey desempenha o papel de um viciado em drogas), e o filme biográfico ficcional de Diane Arbus de Steven Shainberg, , em que o personagem de Downey representou as duas maiores influências na vida profissional de Arbus, Lisette Model e Marvin Israel. Downey também recebeu grande atenção por seus papéis em filmes mais convencionais, como Kiss Kiss Bang Bang e The Shaggy Dog, da Disney, mal recebido.
Em 23 de novembro de 2004, Downey lançou seu primeiro álbum musical, The Futurist, pela Sony Classical, para o qual desenhou a arte da capa e desenhou o rótulo da lista de faixas do CD com seu filho Indio. O álbum recebeu críticas mistas, mas Downey afirmou em 2006 que provavelmente não faria outro álbum, pois sentiu que a energia que colocou para fazer o álbum não foi compensada. Em 2006, Downey voltou à televisão quando fez dublagem em Family Guy no episódio "The Fat Guy Strangler". Downey já havia telefonado para a equipe de produção do programa e perguntou se ele poderia produzir ou ajudar na criação de um episódio, já que seu filho Indio é fã do programa. Os produtores do programa aceitaram a oferta e criaram o personagem Patrick Pewterschmidt, o irmão há muito perdido e com problemas mentais de Lois Griffin, para Downey.
Downey assinou contrato com a editora HarperCollins para escrever um livro de memórias, que em 2006 já estava sendo anunciado como um "olhar sincero sobre os altos e baixos de sua vida e carreira". Em 2008, porém, Downey devolveu o adiantamento às editoras e cancelou o livro sem mais comentários. Em 2007, Downey apareceu no thriller de mistério de David Fincher, Zodiac, que foi baseado em uma história real. Ele desempenhou o papel do jornalista do San Francisco Chronicle, Paul Avery, que estava reportando o caso Zodiac Killer.

### 2008–2019:Iron Mane mais sucesso

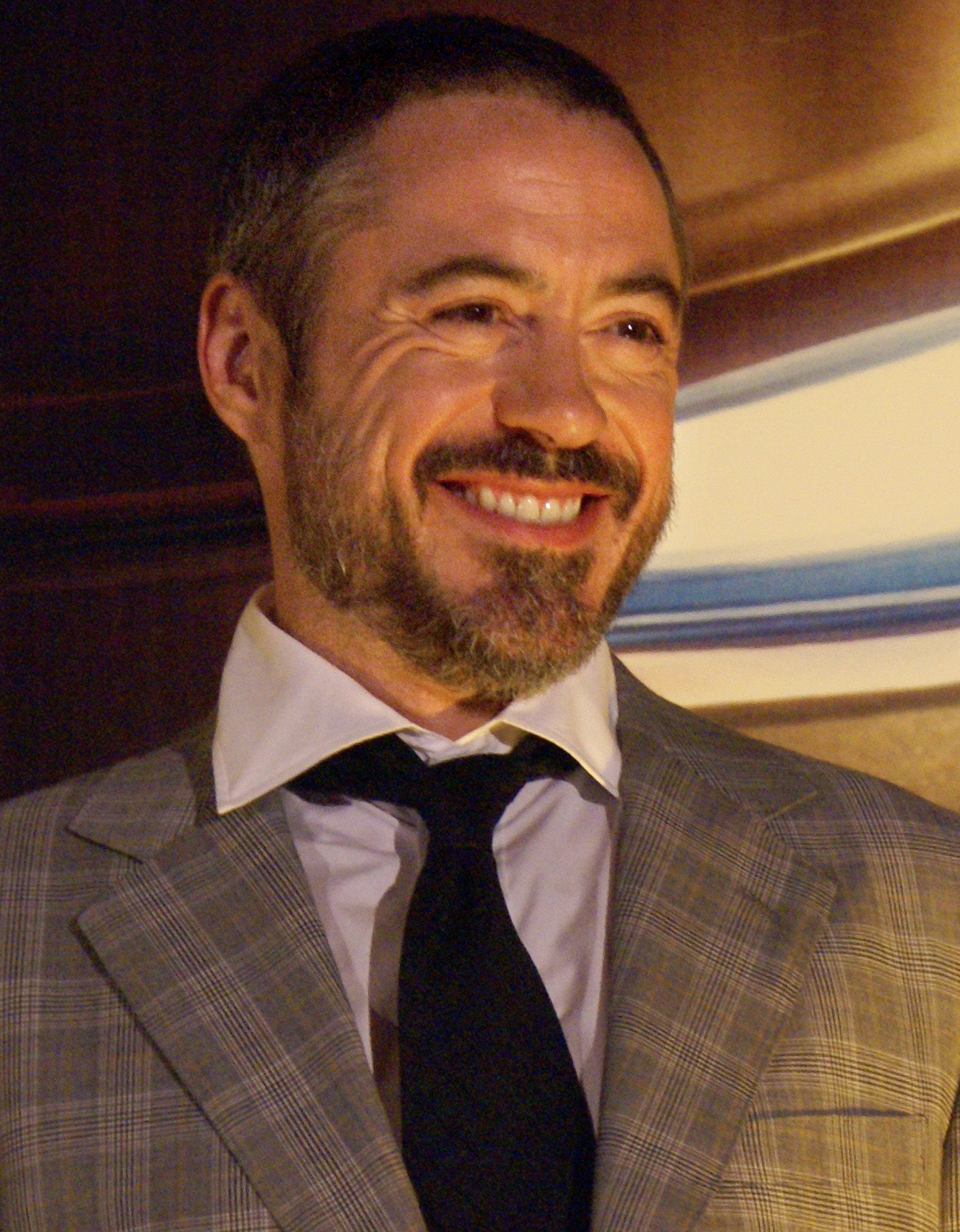
Downey em um evento de Iron Man em 2008

Apesar de todo o sucesso crítico que Downey experimentou ao longo de sua carreira, ele não apareceu em um filme de "blockbuster". Isso mudou em 2008, quando Downey estrelou dois filmes de sucesso comercial e crítico, Iron Man e Tropic Thunder. No artigo que Ben Stiller escreveu para a entrada de Downey na edição de 2008 do The Time 100, ele ofereceu uma observação sobre o verão comercialmente bem-sucedido de Downey nas bilheterias:
Sim, Downey é o Homem de Ferro, mas ele realmente é o Homem Ator... No reino onde as bilheterias são irrelevantes e o talento é rei, o reino que realmente significa alguma coisa, ele sempre governou e, finalmente, neste verão, ele terá seu bolo e vamos comê-lo até o multiplex, onde seu domínio está em pleno vigor. — Ben Stiller, The 2008 Time 100, entry No. 60, "Robert Downey Jr."
Em 2007, Downey foi escalado como o personagem-título do filme Iron Man, com o diretor Jon Favreau explicando a escolha afirmando: "Downey não foi a escolha mais óbvia, mas ele entendeu o que motiva o personagem. Ele descobriu muito de sua própria experiência de vida em 'Tony Stark'." Favreau insistiu em ter Downey, pois afirmou repetidamente que Downey seria para o Iron Man o que Johnny Depp é para a série Pirates of the Caribbean: um ator principal que poderia elevar a qualidade do filme e aumentar o interesse do público por ele. Para o papel, Downey teve que ganhar mais de nove quilos de músculos em cinco meses para parecer que "tinha o poder de forjar ferro".
Iron Man foi lançado mundialmente entre 30 de abril e 3 de maio de 2008, arrecadando mais de US$ 585 milhões em todo o mundo e recebendo ótimas críticas que citaram o desempenho de Downey como um destaque do filme. Em outubro de 2008, Downey concordou em estrelar duas sequências de Iron Man como parte da franquia, bem como The Avengers, apresentando a equipe de super-heróis à qual Stark se junta, baseada nos quadrinhos The Avengers, da Marvel. Ele reprisou o papel pela primeira vez em uma pequena aparição como o alter ego do Iron Man, Tony Stark, no filme de 2008 The Incredible Hulk, como parte da Marvel Studios retratando o mesmo Universo Marvel no filme, fornecendo continuidade entre os filmes.
Depois de Iron Man, Downey apareceu ao lado de Ben Stiller e Jack Black em Tropic Thunder, dirigido por Stiller. Os três atores interpretam um arquétipo de Hollywood – com Downey interpretando o egocêntrico ator australiano Kirk Lazarus, ganhador de vários Oscars – enquanto estrelam um filme extremamente caro da era do Vietnã chamado Tropic Thunder. Lazarus passa por um "polêmico procedimento de pigmentação da pele" para assumir o papel do sargento de pelotão afro-americano Lincoln Osiris, que exigia que Downey usasse maquiagem escura e peruca. Tanto Stiller quanto Downey temiam que a interpretação do personagem por Downey pudesse se tornar controversa:
Stiller diz que ele e Downey sempre mantiveram o foco no fato de que estavam espetando atores insuportáveis, e não afro-americanos. “Eu estava tentando ir o mais longe possível dentro da realidade”, explica Stiller. “Eu não tinha ideia de como as pessoas reagiriam a isso”. Stiller exibiu uma versão preliminar do filme [em março de 2008] e obteve alta pontuação entre os afro-americanos. Ele ficou aliviado com a reação. “Parece que as pessoas realmente aceitam isso”, disse ele.
Quando questionado por Harry Smith no The Early Show da CBS quem era seu modelo para Lazarus, Downey riu antes de responder: "Infelizmente, meu caro."
Lançado nos Estados Unidos em 13 de agosto de 2008, Tropic Thunder recebeu boas críticas com 83% de críticas positivas e uma pontuação média normalizada de 71, de acordo com os sites agregadores de críticas Rotten Tomatoes e Metacritic, respectivamente. Ele arrecadou US$ 26 milhões em seu fim de semana de estreia na América do Norte e manteve a posição número um nos três primeiros fins de semana de lançamento. O filme arrecadou US$ 180 milhões nos cinemas antes de seu lançamento em vídeo caseiro em 18 de novembro de 2008. Downey foi indicado ao Oscar de Melhor Ator Coadjuvante por sua interpretação de Lazarus.
Estreando no final de abril de 2009 foi um filme que Downey terminou em meados de 2008, The Soloist. O lançamento do filme foi adiado em novembro de 2008 pela Paramount Pictures devido ao cronograma apertado de lançamentos de final de ano do estúdio. Os críticos que viram o filme em 2008 o mencionaram como um possível candidato ao Oscar. Downey foi indicado ao Oscar no ano de lançamento de 2008 por seu papel em Tropic Thunder.
O primeiro papel que Downey aceitou depois de Iron Man foi Sherlock Holmes na adaptação de Guy Ritchie, Sherlock Holmes, lançado pela Warner Bros. em 25 de dezembro de 2009. O filme estabeleceu vários recordes de bilheteria nos Estados Unidos para um lançamento no dia de Natal, batendo o recordista anterior, Marley & Me de 2008, por quase US$ 10 milhões, e terminou atrás de Avatar em uma bilheteria recorde de fim de semana de Natal. Sherlock Holmes acabou sendo o 8º filme de maior bilheteria de 2009. Quando Downey ganhou o Globo de Ouro de Melhor Ator em Filme Musical ou Comédia da Hollywood Foreign Press Association por seu papel como Sherlock Holmes, ele observou em seu discurso de aceitação que não havia preparado nenhum comentário porque "Susan Downey me disse que Matt Damon iria vencer, então não se preocupe em preparar um discurso".
Downey retornou como Tony Stark na primeira de duas sequências planejadas para Iron Man, Iron Man 2, lançado em maio de 2010. Iron Man 2 arrecadou mais de US$ 623 milhões em todo o mundo, tornando-se o sétimo filme de maior bilheteria de 2010. O outro filme comercial de Downey em 2010 foi o road film de comédia, Due Date. O filme, co-estrelado por Zach Galifianakis, foi lançado em novembro de 2010 e arrecadou mais de US$ 211 milhões em todo o mundo, tornando-se o 36º filme de maior bilheteria de 2010. O único crédito cinematográfico de Downey em 2011 foi Sherlock Holmes: A Game of Shadows, que estreou mundialmente em 16 de dezembro de 2011.

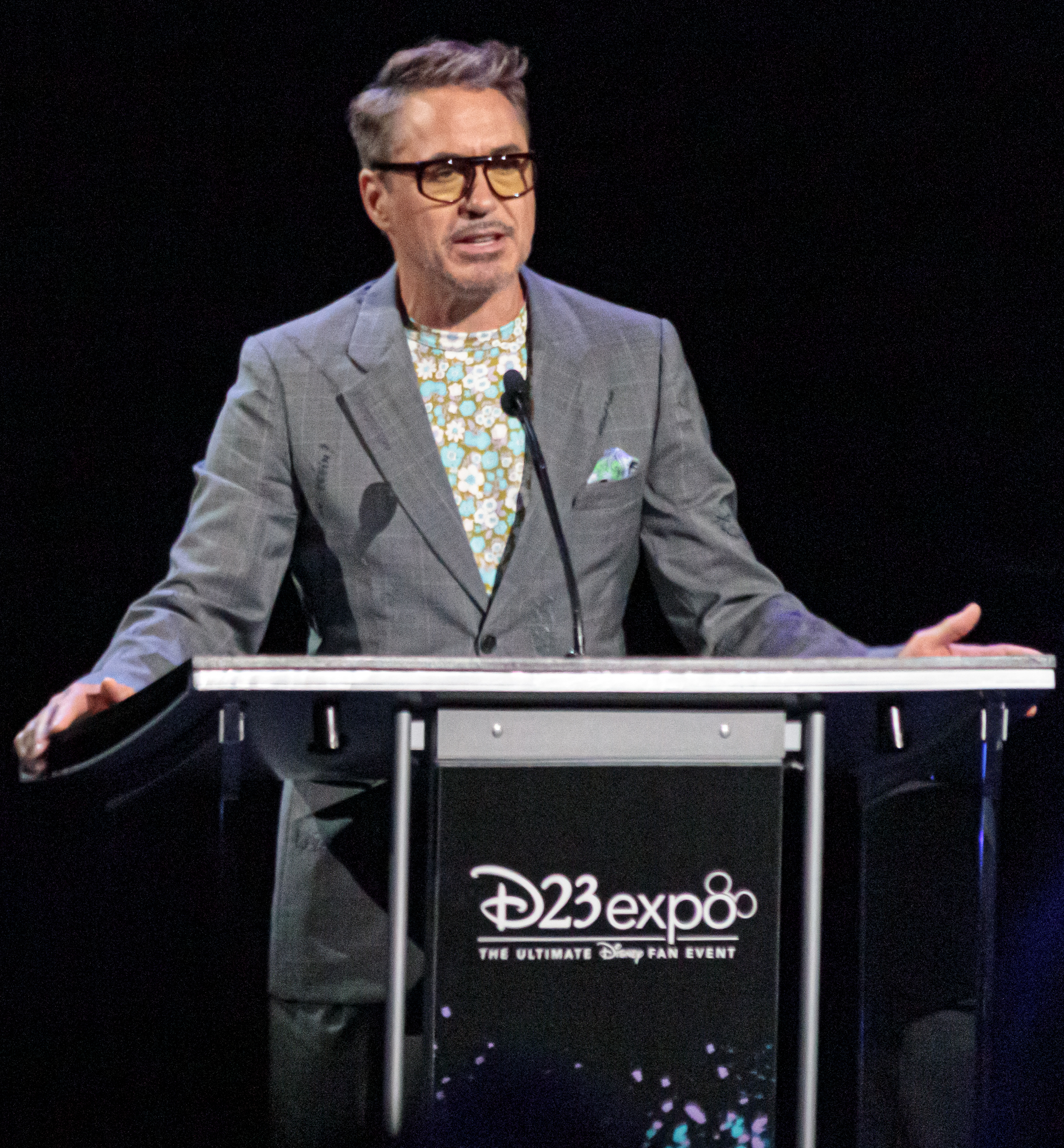
Downey falando no 2019 Disney Legends Awards

Em 2012, Downey reprisou o papel de Tony Stark em The Avengers. O filme recebeu críticas positivas e foi um grande sucesso de bilheteria, tornando-se o terceiro filme de maior bilheteria de todos os tempos, tanto nos Estados Unidos quanto no mundo. Seu filme, a comédia dramática dirigida por David Dobkin, The Judge, um projeto co-produzido por sua produtora Team Downey, foi o filme de abertura do Festival Internacional de Cinema de Toronto em 2014. Downey interpretou Tony Stark. novamente em Iron Man 3 (2013), Avengers: Age of Ultron (2015), Captain America: Civil War (2016), Spider-Man: Homecoming (2017), Avengers: Infinity War (2018), and Avengers: Endgame (2019). Três de suas cenas de The Avengers e Avengers: Endgame foram usadas como imagens de arquivo no primeiro episódio da série Disney+ Loki.
Downey apresentou The Age of A.I., uma série de documentários do YouTube lançada em 2019.

### 2020–presente: Pós-Marvel
Em 2020, Downey estrelou Dolittle, interpretando o personagem titular, retratado no filme como um veterinário galês do século XIX que consegue se comunicar com animais. Este foi o segundo filme do Team Downey. Foi uma decepção de bilheteria e recebeu críticas negativas dos críticos, que o chamaram de "muito longo [e] sem vida". Em 2023, Downey interpretou o burocrata antagônico Lewis Strauss em Oppenheimer, de Christopher Nolan, com seu desempenho recebendo elogios da crítica. Pelo papel, ele ganhou um Globo de Ouro, um BAFTA, um Screen Actors Guild Award e um Oscar de Melhor Ator Coadjuvante.
Downey será a próxima co-estrela na adaptação televisiva do romance do romancista Viet Thanh Nguyen, The Sympathizer. Também foi anunciado que ele estrelaria o filme Play Dirty, reunindo-se com Shane Black, o diretor de Kiss Kiss Bang Bang e Iron Man 3.
Em julho de 2024, durante a San Diego Comic-Con, foi anunciado que Downey retornaria ao MCU, desta vez como o vilão Victor von Doom / Doutor Destino nos filmes Avengers: Doomsday (2026) e Avengers: Secret Wars (2027).

## Outros empreendimentos

### Música
Downey cantou em diversas trilhas sonoras de seus filmes, incluindo Chaplin, Too Much Sun, Two Girls and a Guy, Friends and Lovers, The Singing Detective e Kiss Kiss Bang Bang. Em 2001, ele apareceu no videoclipe da música de Elton John, "I Want Love". Ele lançou um CD em 2004 chamado The Futurist, e enquanto promovia seu filme Tropic Thunder, ele e seus colegas de elenco Ben Stiller e Jack Black foram cantores de apoio de "The Pips" para Gladys Knight cantando "Midnight Train to Georgia".
O empreendimento de gravação de maior sucesso comercial de Downey até o momento (combinando vendas e airplay de rádio) foi seu remake da canção de Natal de Joni Mitchell de 1973, "River", que foi incluída no álbum Ally McBeal Ally McBeal: A Very Ally Christmas, lançado em 2000; O personagem de Downey, Larry Paul, canta a música no episódio "Tis the Season" de Ally McBeal.

### Negócios
Em 14 de junho de 2010, Downey e sua esposa Susan abriram sua própria produtora chamada Team Downey. Seu primeiro projeto foi The Judge. Em 2024, Downey lançou uma empresa de café chamada Happy com Craig Dubitsky.

## Vida pessoal

### Relacionamentos e família
Downey começou a namorar a atriz Sarah Jessica Parker em 1984, após conhecê-la no set de Firstborn. Ambos tinham 18 anos e foram morar juntos após oito semanas de namoro. O casal se separou oito anos depois, em 1991, devido ao vício em drogas.
Downey se casou com a atriz e cantora Deborah Falconer em 29 de maio de 1992, após um namoro de 42 dias. O filho deles nasceu em setembro de 1993. A tensão em seu casamento devido às repetidas viagens de Downey para a reabilitação e prisão finalmente atingiu um ponto de ruptura; em 2001, no meio da última prisão de Downey e da condenação a uma estadia prolongada na reabilitação, Falconer deixou Downey e levou o filho com ela. Downey e Falconer finalizaram seu divórcio em 26 de abril de 2004.

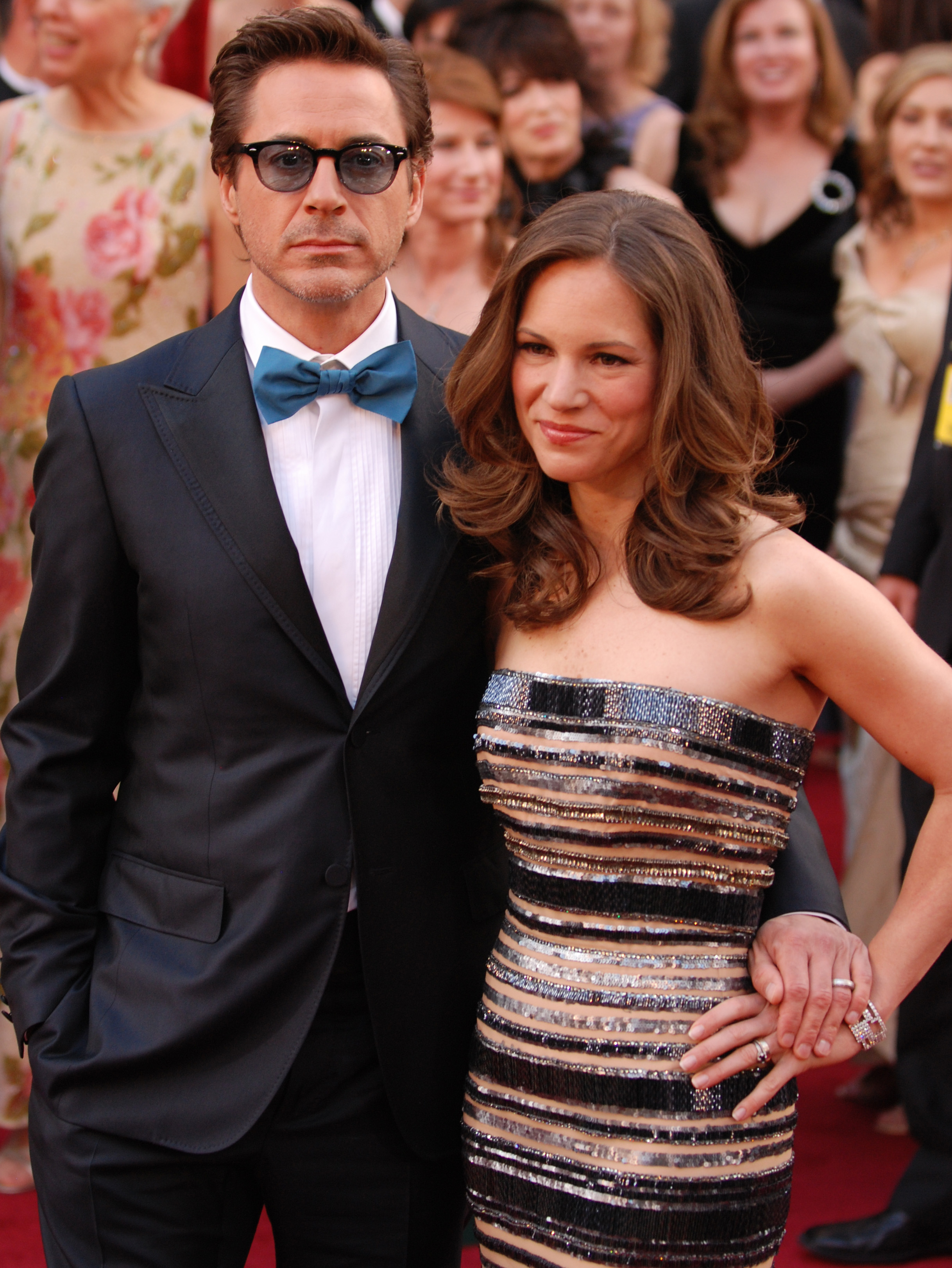
Downey com sua esposa Susan Downey no 2010 Academy Awards

Em 2003, Downey conheceu a produtora Susan Downey (nascida Levin), vice-presidente executiva de produção da produtora cinematográfica de Joel Silver, Silver Pictures, no set de Gothika. Embora Susan tenha recusado duas vezes seus avanços românticos, ela e Downey iniciaram um romance silenciosamente durante a produção. Apesar das preocupações de Susan de que o romance não duraria após a conclusão das filmagens, visto que "ele é um ator; eu tenho um emprego de verdade", o relacionamento do casal continuou após o término da produção de Gothika, e Downey pediu Susan em casamento em na noite anterior ao seu trigésimo aniversário. Em agosto de 2005, o casal se casou, em uma cerimônia judaica, em Amagansett, Nova York. Uma tatuagem em um de seus bíceps diz "Suzie Q" em homenagem a ela. O primeiro filho dos Downeys, um filho, nasceu em fevereiro de 2012, e o segundo, uma filha, nasceu em novembro de 2014.
Downey é amigo próximo de Mel Gibson desde que eles estrelaram Air America. Downey defendeu Gibson durante a controvérsia em torno de The Passion of the Christ e disse que "ninguém é perfeito" em referência ao DUI de Gibson em 2006. Gibson disse sobre Downey: "Ele foi uma das primeiras pessoas a ligar e oferecer uma mão amiga. Ele apenas disse: 'Ei, bem-vindo ao clube. Vamos ver o que podemos fazer para melhorar a nós mesmos.'" Em outubro de 2011, Downey estava sendo homenageado no 25º American Cinematheque Awards; Downey escolheu Gibson para entregá-lo ao prêmio pelo trabalho de sua vida e aproveitou seu tempo no ar para dizer algumas palavras gentis sobre Gibson e explicar por que o escolheu para entregar o prêmio.

### Sobriedade
Downey diz que está livre das drogas desde julho de 2003 e credita a sua esposa por ajudá-lo a superar seus hábitos de drogas e álcool, junto com sua família, terapia, meditação, programas de recuperação de doze passos, ioga e a prática de Wing Chun kung fu, a arte marcial que ele aprendeu com Eric Oram, que também é consultor de luta em vários filmes de Downey. Oram foi o coordenador pessoal de luta de Downey em Avengers: Age of Ultron e Captain America: Civil War. Em dezembro de 2015, Downey foi escolhido como uma das 91 pessoas a serem perdoadas pelo governador da Califórnia, Jerry Brown, por seus crimes anteriores com drogas. O perdão não apaga a ficha criminal de Downey, mas permite que ele faça parte de um júri. Oram escreveu uma carta em apoio ao perdão de Downey ao governador Brown. Quando questionado no The Oprah Winfrey Show como ele foi capaz de manter sua sobriedade desta vez, Downey disse: "Não é tão difícil superar esses problemas aparentemente horríveis. O que é difícil é decidir fazê-lo."

### Crenças religiosas

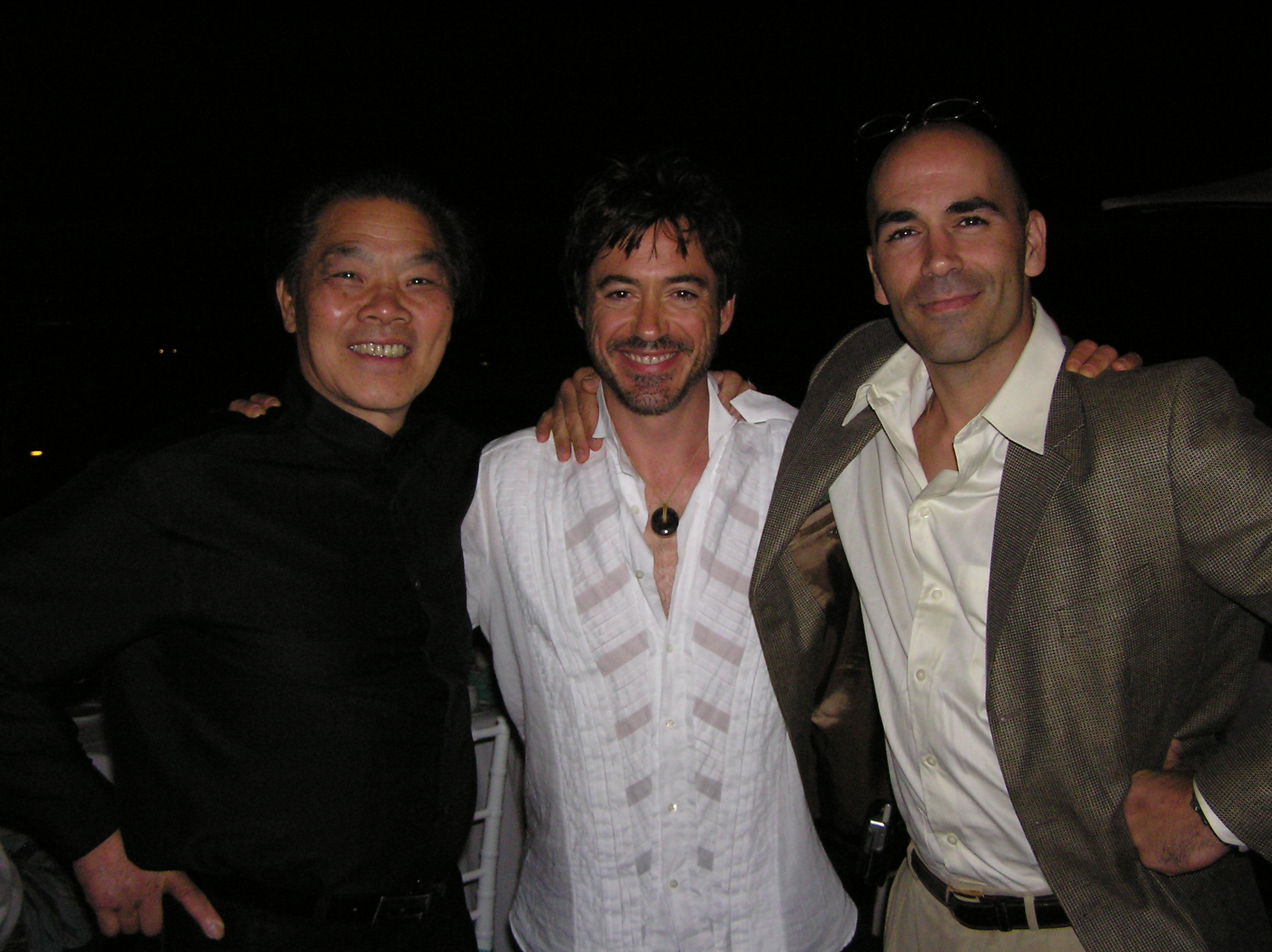
Downey Jr. com William Cheung e Eric Oram (2005)

Downey descreveu suas crenças religiosas como "budistas judaicas", e ele teria consultado astrólogos. No passado, Downey se interessou pelo Cristianismo e pelo movimento Hare Krishna.

### Ideologia política
Em uma entrevista de 2008, Downey afirmou que seu tempo na prisão mudou um pouco seu ponto de vista político, dizendo: "Eu tenho um ponto de vista político realmente interessante, e nem sempre é algo que eu digo muito alto nas mesas de jantar aqui, mas você pode ir de uma suíte de US$ 2.000 por noite no La Mirage para uma penitenciária e realmente entendo isso e me torno um liberal. Você não pode. Eu não desejaria essa experiência para mais ninguém, mas foi muito, muito, muito educativo para mim e tem informado minhas tendências e políticas desde então."
No entanto, quando questionado sobre a citação em uma entrevista de 2015 para promover Avengers: Age of Ultron, ele negou que sua declaração anterior refletisse quaisquer crenças antigas de sua parte e afirmou: "Eu não diria que sou um republicano ou um liberal ou democrata."
Downey demonstrou apoio ao Partido Democrata. Ele doou para a campanha presidencial de Barack Obama em 2012. Em 2014, Downey participou de uma arrecadação de fundos para o Partido Democrata e doou para o Comitê de Campanha Democrata para o Senado. Em 2016, Downey apareceu em um vídeo na Internet instando o público americano a votar contra Donald Trump nas próximas eleições presidenciais. Em 2020, Downey participou de uma arrecadação de fundos virtual para a campanha presidencial de Joe Biden, com outros atores de Avengers e a candidata à vice-presidência Kamala Harris.
Downey atua no conselho da Coalizão Anti-Recidivismo, uma organização sem fins lucrativos que defende a reforma da justiça criminal, para reduzir o encarceramento, melhorar os resultados de indivíduos anteriormente encarcerados e construir comunidades mais saudáveis.

### Ambientalismo
Em janeiro de 2020, durante as promoções de seu filme Dolittle, Downey anunciou que havia tomado a decisão de adotar uma dieta vegana, em resposta ao debate sobre a crise climática, afirmando que "sou um colosso de pesadelo de pegada de carbono de um homem só." e acredita que pode fazer a sua parte para contribuir. Downey anunciou anteriormente a abertura da Footprint Coalition, uma organização que ele lançou para reduzir as pegadas de carbono em todo o mundo usando tecnologia avançada. A Footprint Coalition promove tecnologias que protegem o meio ambiente, como a startup francesa de cultivo de insetos Ynsect, a alternativa de base biológica ao fabricante de plástico RWDC, e o fabricante de papel higiênico de bambu Cloud Paper.
Em janeiro de 2024, Downey afirmou que era pescetariano e teve que abandonar sua dieta vegana devido aos baixos níveis de vitamina B12, cálcio e ferro. Ele foi coautor de Cool Food: Erasing Your Carbon Footprint One Bite at a Time, que defende uma dieta baseada em vegetais com baixo teor de carbono para reduzir a pegada de carbono.

## Filmografia e prêmios
Downey apareceu em mais de 70 filmes ao longo de sua carreira. De acordo com o Rotten Tomatoes, os filmes de maior sucesso comercial de Downey incluem Tropic Thunder, Oppenheimer, a série de filmes de Sherlock Holmes e vários filmes da Marvel Studios, incluindo Captain America: Civil War e as séries Iron Man e Avengers. Os filmes de Downey arrecadaram mais de US$ 14 bilhões em todo o mundo, tornando-o o terceiro ator de maior bilheteria de todos os tempos, de acordo com The Numbers. Ele foi nomeado o ator mais bem pago de Hollywood pela Forbes de 2013 a 2015. Downey também apareceu em vários filmes aclamados pela crítica, incluindo "Sr.", Richard III, True Believer, Short Cuts, Good Night, and Good Luck, Oppenheimer, e alguns filmes da Marvel Studios, como Iron Man, Avengers: Endgame, Te Avengers e Captain America: Civil War. Ele recebeu vários prêmios, incluindo três Screen Actors Guild Awards, dois prêmios BAFTA, três Globos de Ouro e um Oscar. Downey está entre uma seleção de atores judeus indicados ao Oscar, bem como um dos poucos atores que recebeu pelo menos três indicações ao Oscar de atuação.

## Discografia

### Álbum de estúdio
- The Futurist (2004)

### Aparições na trilha sonora
| Ano  | Canção                     | Trilha sonora                                            | Notas             |
| ---- | -------------------------- | -------------------------------------------------------- | ----------------- |
| 1992 | "Smile"                    | Chaplin OST                                              | Em The Futurist   |
| 1993 | "The Star-Spangled Banner" | Heart and Souls OST                                      | Com B.B. King     |
| 2000 | "White Christmas"          | Ally McBeal: A Very Ally Christmas                       | Com Vonda Shepard |
| 2000 | "River"                    | Ally McBeal: A Very Ally Christmas                       |                   |
| 2001 | "Every Breath You Take"    | Ally McBeal: For Once in My Life featuring Vonda Shepard | Com Sting         |
| 2001 | "Chances Are"              | Ally McBeal: For Once in My Life featuring Vonda Shepard | Com Vonda Shepard |
| 2001 | "Snakes"                   | Ally McBeal: For Once in My Life featuring Vonda Shepard |                   |
| 2003 | "In My Dreams"             | The Singing Detective OST                                |                   |
| 2005 | "Broken"                   | Kiss Kiss Bang Bang OST                                  | Em The Futurist   |